# M/S Mexico Star
M/S Mexico Star är en fraktfärja ägd av Baja Ferries, med en fraktkapacitet på 2 715 längdmeter. 
Fartyget gick tidigare bland annat mellan Göteborg och Travemünde i Stena Lines regi, under namnet M/S Stena Carrier, där det ersatte ett äldre fartyg med samma namn sjösatt 1978. När Stena lade ner Travemündelinjen den 31 augusti 2010 flyttades fartyget till Stenas linje mellan Rotterdam och Harwich och fick i samband med det engelsk flagg med Harwich som hemmahamn. Även Systerfartyget Stena Freighter flyttades i april 2011 till denna linje.
Olönsamhet på linjen[källa behövs] ledde till att hon togs ur trafik i september 2012. Efter att ha legat upplagd i Portland vid engelska kanalkusten seglade hon från mars 2013 till december på linjen Zeebrugge–Bilbao tillsammans med Stena Freighter. I januari blev hon flyttad till traden Cagliari–Vado Ligure. Från 2015 till 2018 användes fartyget på ett flertal charteruppdrag för att sedan säljas till Baja Ferries, Mexiko.

## Källhänvisningar
1. ↑  Stena Line Freight Stena Carrier
2. ↑  ”Fakta om fartyg M/S ARONTE”. Arkiverad från originalet den 25 maj 2012. https://archive.is/20120525150635/http://www.faktaomfartyg.nu/aronte_2004.htm.